# DDR-Eishockeymeisterschaft 1970/71
Die DDR-Eishockeymeisterschaft 1970/71 brachte einschneidende Änderungen im Spielbetrieb mit sich. Laut dem DTSB-Beschluss von 1970 gehörte Eishockey fortan nicht mehr zum Kreis der „besonders geförderten“ Sportarten. Als Folge daraus durfte ab 1971 nur noch bei den Sportclubs der bewaffneten Organe Eishockey mit leistungssportlichem Charakter gespielt werden, wovon jedoch nur die Sportvereinigung Dynamo Gebrauch machte. Somit setzte sich die Oberliga künftig nur noch aus den Teams des SC Dynamo Berlin und der SG Dynamo Weißwasser zusammen, die übrigen Sportclub-Sektionen waren aufgelöst worden. In einer aus acht Partien bestehenden Turnier-Serie verteidigte die SG Dynamo Weißwasser ihren Titel aus dem Vorjahr.
Ebenfalls von der Auflösung betroffen war die Gruppenliga. Die Aufrechterhaltung des Spielbetriebs auf Amateur-Ebene war dadurch nur noch auf ehrenamtlicher Basis möglich. Auf Initiative zahlreicher Eishockey-Enthusiasten wurde noch 1971 eine Nachfolge-Liga mit vier Startplätzen aus dem Boden gestampft, die an einem Wochenende des Jahres in Form eines einfachen Rundenturniers ausgespielt werden sollte. Der gewählte Name „Bestenermittlung“ resultierte dabei aus den DTSB-Auflagen, den Begriff „Amateur-Meisterschaft“ nicht zu verwenden, um den für die (Rest-)Oberliga zugestandenen Amateur-Status – Teilnahmevoraussetzung für Olympische Spiele – nicht zu unterwandern.
Mit den teilnehmenden BSG-Mannschaften von Einheit Crimmitschau und der BSG Motor Optima Erfurt gehörten auch zwei Teams zum Teilnehmerfeld, deren Kader faktisch identisch mit denen zweier ehemaliger Oberligisten war (ASK Vorwärts bzw. SC Turbine). Dies spiegelte letztlich auch der Turnierverlauf wider, bei dem die übrigen Teilnehmer aus Leuna und Schierke nahezu chancenlos waren.

## Meistermannschaft
| SG Dynamo Weißwasser | Wolfgang Fischer, Roland Herzig, Klaus Hirche – Rolf Bielas, Frank Braun, Peter Domko, Karl-Heinz Domschke, Werner Engelmann, Bernd Engelmann, Dieter Huschto, Reinhard Karger, Frank Mälzer, Rainer Mann, Kurt-Michael Meisel, Wolfgang Mucha, Rüdiger Noack, Helmut Novy, Jürgen Schiller, Manfred Schmidt, Hartwig Schur, Peter Slapke, Wilfried Sock, Helmut Talakovics, Ralf Thomas, Reiner Tudyka – Joachim Franke (Trainer) |

## Oberliga

### Tabelle
| Pl. | Verein                   | Sp. | S | U | N | Tore  | Punkte |
| --- | ------------------------ | --- | - | - | - | ----- | ------ |
| 1.  | SG Dynamo Weißwasser (M) | 8   | 4 | 1 | 3 | 36:34 | 9      |
| 2.  | SC Dynamo Berlin         | 8   | 3 | 1 | 4 | 34:36 | 7      |

DDR-Meister, (M) = Titelverteidiger

### Spiele
| Spielansetzungen | Spielansetzungen     | Spielansetzungen     | Spielansetzungen | Zwischenstände | Zwischenstände | Zwischenstände |
| Spiel            | Heimteam             | Gästeteam            | Ergebnis         | Punkte (Tore)  | Punkte (Tore)  | Punkte (Tore)  |
| Spiel            | Heimteam             | Gästeteam            | Ergebnis         | Berlin         |                | Weißwasser     |
| 1                | SC Dynamo Berlin     | SG Dynamo Weißwasser | 30:02            | 20(3)          | :              | 0(2)           |
| 2                | SG Dynamo Weißwasser | SC Dynamo Berlin     | 40:04            | 30(7)          | :              | 10(6)          |
| 3                | SC Dynamo Berlin     | SG Dynamo Weißwasser | 30:04            | 30(10)         | :              | 30(10)         |
| 4                | SG Dynamo Weißwasser | SC Dynamo Berlin     | 40:01            | 30(11)         | :              | 50(14)         |
| 5                | SC Dynamo Berlin     | SG Dynamo Weißwasser | 30:07            | 30(14)         | :              | 70(21)         |
| 6                | SC Dynamo Berlin     | SG Dynamo Weißwasser | 80:04            | 50(22)         | :              | 70(25)         |
| 7                | SG Dynamo Weißwasser | SC Dynamo Berlin     | 60:05            | 50(27)         | :              | 90(31)         |
| 8                | SG Dynamo Weißwasser | SC Dynamo Berlin     | 50:07            | 70(34)         | :              | 90(36)         |

Meisterschaft entschieden

## DDR-Bestenermittlung
Das Turnier der Bestenermittlung wurde im März 1971 in Crimmitschau ausgetragen. Es waren die Sieger der jeweiligen Bezirksmeisterschaften teilnahmeberechtigt. Folgende Bezirksmeister hatten für die anstehende Endrunde gemeldet:
- BSG Einheit Crimmitschau1 (Bez. Karl-Marx-Stadt)
- BSG Motor Optima Erfurt2 (Bez. Erfurt)
- BSG Chemie Leuna (Bez. Halle)
- SG Dynamo Schierke (Bez. Magdeburg)

### Sieger
BSG Einheit Crimmitschau

### Endrunde
| Pl. | Verein                   | Sp. | S | U | N | Tore  | Punkte |
| --- | ------------------------ | --- | - | - | - | ----- | ------ |
| 1.  | BSG Einheit Crimmitschau | 3   | 3 | - | - | 84:06 | 06:0   |
| 2.  | BSG Motor Optima Erfurt  | 3   | 2 | - | 1 | 38:10 | 04:02  |
| 3.  | BSG Chemie Leuna         | 3   | 1 | - | 2 | 13:68 | 02:04  |
| 4.  | SG Dynamo Schierke       | 3   | - | - | 3 | 16:67 | 00:06  |

## Neuanmeldungen für Bestenermittlung 1971/72
Es waren die Sieger der jeweiligen Bezirksmeisterschaften teilnahmeberechtigt. Einzige Ausnahme war die BSG Chemie Leuna, die in der nächsten Auflage der Bestenermittlung die gastgebende Hallesche Fraktion als Vize-Bezirksmeister verstärkte. Insgesamt hatten folgende Bezirksligisten für die nächste Saison gemeldet:
- BSG Aufbau Halle (Bez. Halle)
- BSG Chemie Leuna (Bez. Halle)
- VSG Rostock3 (Bez. Rostock)
- BSG Motor Bad Muskau (Bez. Cottbus)

## Namensänderungen
1Die BSG Einheit Crimmitschau basierte vorrangig auf dem Kader des aufgelösten Oberligisten ASK Vorwärts Crimmitschau.

2Die BSG Motor Optima Erfurt basierte vorrangig auf dem Kader des aufgelösten Oberligisten SC Turbine Erfurt.

3Die VSG Rostock basierte vorrangig auf dem Kader des aufgelösten Oberligisten SC Empor Rostock.